# Jan Keizer (zanger)

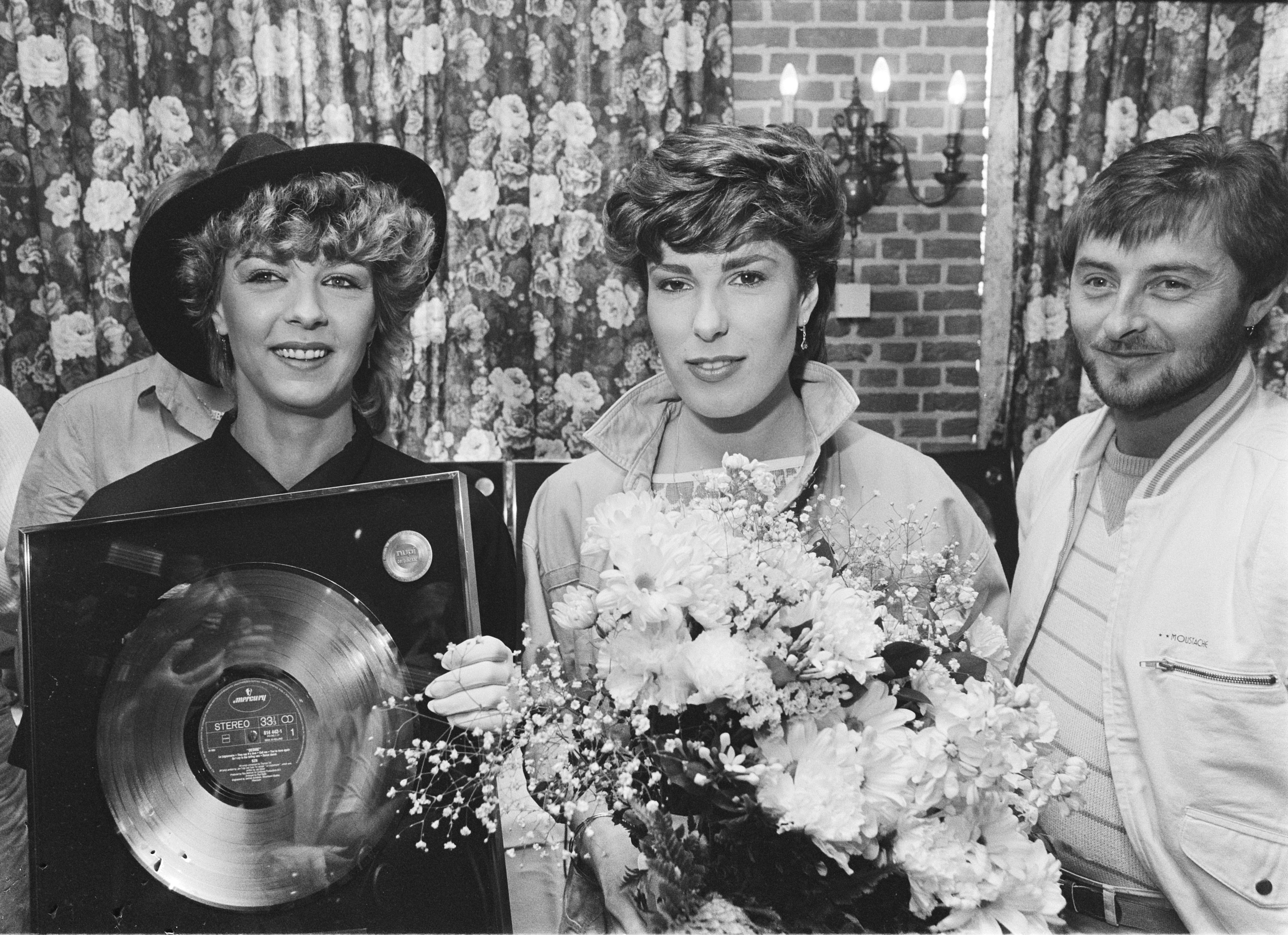
Anny Schilder, Carola Smit & Jan Keizer (1984)

Johannes Everardus Hendricus (Jan) Keizer (Volendam, 3 april 1949) is een Nederlands zanger. Hij werd bekend met de band BZN, waarvan hij tussen 1974 en 2007 de zanger was. Tussen 1969 en 1974 was hij drummer bij diezelfde band.

## Biografie
Keizer leerde drummen van IJf Blokker in Amsterdam en al gauw begon zijn muzikale carrière bij de band Empty Hearts, waar hij drummer was. Toen deze band werd opgeheven nadat Thomas Tol naar BZN was gegaan, begon hij een eigen band genaamd Q-Tips. Hier zong hij samen met Lida Bond die later, in 1974, heeft gezongen bij de George Baker Selection.
In 1969 werd Keizer door Thomas Tol gevraagd of hij naar BZN wilde komen. Nadat Keizer ja had gezegd is hij als drummer bij BZN begonnen.  
In 1974, als BZN beslist om de muzikale koers te wijzigen, ruilt Keizer de drumstokjes in voor de microfoon van Jan Veerman. Naast zijn werk als zanger, schreef Keizer ook liedjes en teksten voor BZN. Samen met Jan Tuijp en Jack Veerman had hij tot eind 2005 een productiemaatschappij: JJJ Productions. Dit productiebedrijf produceerde albums en schreef liedjes voor Jantje Smit, hun grote ontdekking en onder andere Tamara Tol. Zo zijn werken als Ik zing dit lied voor jou alleen en Zing en lach en leef je uit van hun hand.
Keizer is vooral verantwoordelijk voor de Franstalige teksten in BZN-nummers zoals de nummer 1-hit Mon amour (1976), Le légionnaire (1983), La saison française (1984) en Yeppa (1990).
Met Carola Smit presenteerde hij van 2001-2004 het TROS-programma BZN ontmoet... waarin er verschillende bekende Nederlanders te gast waren. In 2002 bereikte zijn album Going back in time de gouden status, wat betekende dat er 50.000 exemplaren van zijn verkocht.
Tijdens de uitreiking van de  Buma NL Awards 2024 kregen Jan Keizer, Jack Veerman en Jan Tuijp als auteurs een BUMA NL AWARD voor het behalen 4de plaats in de Top 10 van "Meest Succesvolle Single 2024" Het lied "Van Goes tot  Purmerend" van Jan Smit en Marco Schuitmaker, dat Keizer, Veerman en Tuijp als productieteam JJJ Productions, 25 jaar geleden schreven en produceerden voor een van de vele Jantje Smit albums, in 2024 - dus 25 later - opnieuw opgenomen en werd een megagrote hit.   

### Gezondheid
Op 19 augustus 1999, vlak voor een televisieoptreden, ging Keizer op aandringen van BZN-collega Jan Tuijp naar zijn huisarts, die hem direct doorverwees naar het ziekenhuis. Daar bleek hij op het nippertje te zijn ontsnapt aan een hartinfarct en te moeten worden geopereerd. Hij kreeg vier omleidingen, die er voor moesten zorgen dat zijn hart weer optimaal functioneerde. Op 21 januari 2000 stond Keizer uiteindelijk weer met de band op het podium. Deze gebeurtenis zorgde ervoor dat er geen promotie kon worden gemaakt met de single Baby voulez-vous? waardoor die bleef steken in een - voor BZN ongebruikelijke - tipnotering. Wel bracht Keizer in april een Franstalig solo-album uit dat hij tijdens zijn ziekte had samengesteld. L'aventure bereikte de veertiende plek in de Album Top 100.
In 2016 werd prostaatkanker bij hem ontdekt. In oktober 2016 werd in een ziekenhuis in Gronau zijn prostaat verwijderd.

### Solo

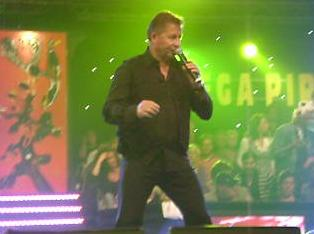
Mega Piraten Festijn in Marum (10 oktober 2008)

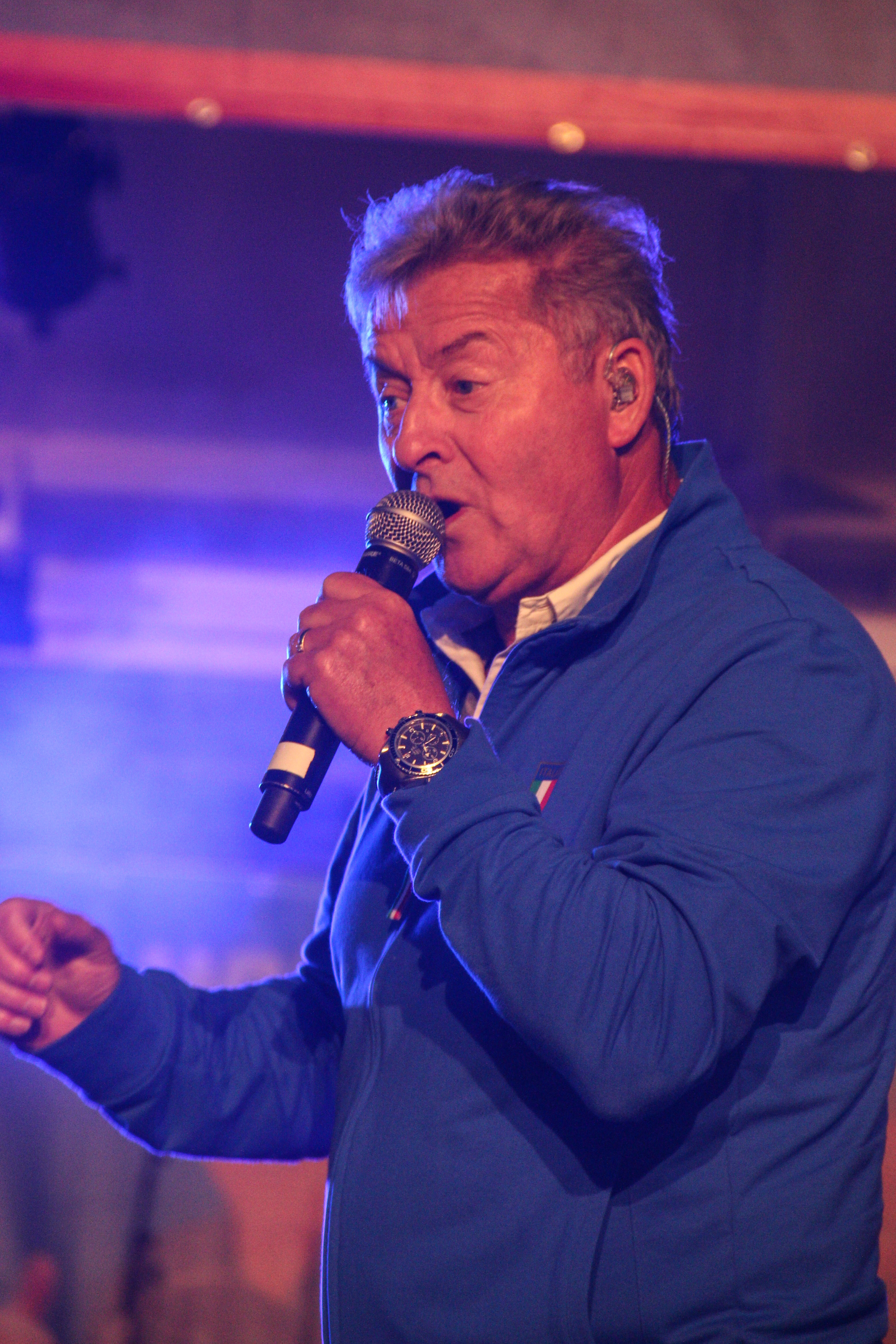
Jan Keizer tijdens de Gouden Pijl (2014)

Keizer zorgde voor een kleine opschudding toen hij in 2005 een solotour wilde doen. BZN liet echter weten dat zij er geen problemen mee had, zolang de groep er geen last van zou hebben. Op 15 februari 2006 liet Keizer via een persconferentie weten dat hij wilde stoppen met BZN. Hij wilde daarnaast doorgaan met zijn solotour. Op 16 juni 2007 vond het laatste concert van BZN plaats in het Rotterdamse Ahoy.
Een klein half jaar na het afscheidsconcert van BZN kwam Jan Keizer met zijn vijfde solo-cd, 'Geef mij je lach'. Hierop staan eigen composities voorzien van Nederlandstalige teksten door diverse bekende tekstschrijvers als Robert Long, Guus Meeuwis en Henk Westbroek. In februari 2008 kwam de voormalige leadzanger van BZN op tv en werd hij gevolgd door camera's voor de realityshow Een leven na BZN. Die maand stond ook zijn single Geef mij je lach met dochter Nelly in de Single Top 100. De single reikte tot een 83e positie. De door de TROS opgenomen tv-special voor de cd Geef mij je lach dat in Mexico is opgenomen is tot op heden nooit uitgezonden.
Jan Keizer schreef hierna met zijn zoon Louis teksten voor de Volendamse band Mon Amour.
In het najaar van 2009 verscheen zijn cd 'Chords Of Life' met daarop de single Longing for the summer. Daarnaast heeft hij Ik verlang zo naar de zomer geschreven voor het nieuwe album van volkszanger Frans Bauer Voor elke dag.
Begin september 2024 kwam van Ancora in samenwerking met Jan Keizer een videoclip uit met de titel De Natuur. Het nummer staat tevens op het album Wind in de zeilen van Ancora uit 2018. Er was toen geen videoclip gemaakt; deze werd pas in 2024 opgenomen. Op het oorspronkelijke nummer Le lac du Connemara werd door Jan Keizer een Nederlandse tekst geschreven. Niet veel later, eind september 2024, kwam in samenwerking met Ancora en Jan Smit de single Kameraden uit, die werd geschreven door Jan Keizer en Jan Smit.

### Duo
Keizer trad na 25 jaar weer op met Anny Schilder. Samen brachten zij Mon Amour ten gehore ter gelegenheid van de 80ste verjaardag van Mies Bouwman. Dit werd uitgezonden door de AVRO op 30 december 2009. Op 16 februari 2010 maakte het management van Keizer en Schilder bekend dat zij samen een album en single gingen opnemen. Deze samenwerking leverde bij oud-BZN-leden en fans verwarring op. Op 8 september 2010, twee dagen voor de officiële release van het album, kreeg het stel tijdens de cd-presentatie een gouden plaat uit handen van André van Duin.
In het najaar van 2010 verscheen de single C’est La Vie als de opvolger van de zomerhit Take Me to Ibiza die in juli in de top-5 van de Single Top 100 stond. In 2011 kwam de single Amor Amor Amor uit. Op 28 oktober 2012 traden zij op in het Roemeense theater Sala Palatului voor zevenduizend fans in Boekarest, voorafgaand aan een nieuwe theatertour in Nederland. In juni 2015 deed hij mee met het achtste seizoen van de Beste Zangers. Zangeres Julia Zahra van der Toorn coverde het BZN-nummer Just an illusion in de aflevering waarin Keizer de hoofdgast was. Met haar akoestische versie stond zij op nummer 1 in de iTunes Download Top 30. Op 24 september 2018 verscheen het bericht dat het duo eind 2019 voor het laatst op de planken zal staan. Op 26 december 2019 zond Omroep Max een 2-delig afscheidsconcert uit, opgenomen in de Jaarbeurs in Utrecht.

### Autobiografie
Keizer werkte aan een levensbeschrijving over zichzelf en zijn band. In oktober 2021 kwam het boek  uit onder de titel Boek Zonder Naam waarbij een CD zit met twee nieuwe nummers.

#### Bestseller 60
| Boeken met noteringen in de Nederlandse Bestseller 60 | Jaar van verschijnen | Datum van binnenkomst | Hoogste positie | Aantal weken | Opmerkingen |
| ----------------------------------------------------- | -------------------- | --------------------- | --------------- | ------------ | ----------- |
| Boek Zonder Naam                                      | 2021                 | 27-10-2021            | 52              | 1            |             |

## Persoonlijk
Keizer is getrouwd en heeft drie kinderen. In 1997 werd hij benoemd tot Ridder in de Orde van de Nederlandse Leeuw. Tijdens de gemeenteraadsverkiezingen in 2006 in Edam-Volendam was Keizer lijstduwer voor de lokale partij Recht door Zee. In zijn vrije tijd houdt hij, naast zingen, van (kunst)schilderen.

## Discografie

### Albums
| Album met eventuele hitnotering(en) in de Nederlandse Album Top 100 | Datum van verschijnen | Datum van binnenkomst | Hoogste positie | Aantal weken | Opmerkingen                  |
| ------------------------------------------------------------------- | --------------------- | --------------------- | --------------- | ------------ | ---------------------------- |
| L'aventure                                                          | 2000                  | 15-04-2000            | 14              | 17           |                              |
| Going back in time                                                  | 2001                  | 15-12-2001            | 9               | 20           | Goud                         |
| Going back in time II                                               | 2003                  | 19-04-2003            | 3               | 24           |                              |
| Going back in time III                                              | 2004                  | 08-11-2004            | 30              | 12           |                              |
| Geef mij je lach                                                    | 2007                  | 03-11-2007            | 21              | 6            |                              |
| Chords of life                                                      | 2009                  | 22-08-2009            | 21              | 4            |                              |
| Together again                                                      | 10-09-2010            | 18-09-2010            | 5               | 17           | met Anny Schilder / Goud     |
| The two of us                                                       | 14-02-2013            | 23-02-2013            | 11              | 1*           | met Anny Schilder            |
| Unforgettable Duets                                                 | 10-10-2014            |                       |                 |              | met Anny Schilder            |
| Greatest hits                                                       | 10-11-2017            |                       |                 |              | met Anny Schilder (CD & DVD) |
| Favorieten Express                                                  | 22-02-2019            |                       |                 |              | Verzamel CD                  |
| Grande Finale                                                       | 18-10-2019            |                       |                 |              | met Anny Schilder (CD & DVD) |

### Singles
| Single met eventuele hitnotering(en) in de Nederlandse Top 40 | Datum van verschijnen | Datum van binnenkomst | Hoogste positie | Aantal weken | Opmerkingen                                          |
| ------------------------------------------------------------- | --------------------- | --------------------- | --------------- | ------------ | ---------------------------------------------------- |
| Ça va pas changer le monde                                    | 03-2000               | -                     |                 |              | #77 in de Single Top 100                             |
| Musica                                                        | 06-2000               | -                     |                 |              |                                                      |
| Oh Carol                                                      | 10-2001               | -                     |                 |              |                                                      |
| Going back in time medley                                     | 12-2001               | -                     |                 |              | acetate promotiesingle                               |
| Saturday night at the movies                                  | 03-2003               | -                     |                 |              |                                                      |
| Things                                                        | 2003                  | -                     |                 |              | acetate promotiesingle                               |
| Zie ik jou, dan is het zomer                                  | 02-10-2007            | -                     |                 |              | acetate promotiesingle                               |
| Geef mij je lach                                              | 25-01-2008            | -                     |                 |              | met dochter Nelly Keizer / #83 in de Single Top 100  |
| Zie ik jou, dan is het zomer (zomer remix)                    | 2008                  | -                     |                 |              | acetate promotiesingle                               |
| Longing for the summer                                        | 07-2009               | -                     |                 |              | acetate promotiesingle                               |
| Take me to Ibiza...                                           | 2010                  | -                     |                 |              | met Anny Schilder / #3 in de Single Top 100          |
| C'est La Vie                                                  | 2010                  | -                     |                 |              | met Anny Schilder                                    |
| Amor Amor Amor                                                | 2011                  | -                     |                 |              | met Anny Schilder                                    |
| Afraid to fall in love again                                  | 11-01-2013            | -                     |                 |              | met Anny Schilder                                    |
| Felicita                                                      | 12-09-2014            | -                     |                 |              | met Anny Schilder                                    |
| I love the summertime                                         | 26-06-2015            | -                     |                 |              | met Anny Schilder                                    |
| Don't Try To Change Me                                        | 17-06-2017            | -                     |                 |              | met Anny Schilder                                    |
| Chanson d'amour                                               | 10-11-2017            | -                     |                 |              | met Anny Schilder                                    |
| The time of my life                                           | 2019                  | -                     |                 |              | met Anny Schilder                                    |
| Hij zou het zo graag nog doen / Zing, lach en vrij            | 2021                  | -                     |                 |              |                                                      |
| De Natuur                                                     | 08-09-2024            | -                     |                 |              | Met Ancora                                           |
| Kamaraden                                                     | 27-09-2024            | -                     |                 |              | Met Ancora en Jan Smit Hollandse Nieuwe bij Radio NL |